# Aljamiado
Aljamiado (arabo: عجمية, ʾaǧamiyah ovvero straniero) è la scrittura in alfabeto arabo delle lingue romanze parlate nella Spagna islamica. Sebbene la lingua amministrativa fosse sempre l'arabo, gran parte della popolazione mantenne le lingue romanze, che in ambito scritto furono trascritte in caratteri arabi.
Esempio:
(trascrizione in castigliano medioevale della fatwā in morisco aljamiado riprodotta di fianco)

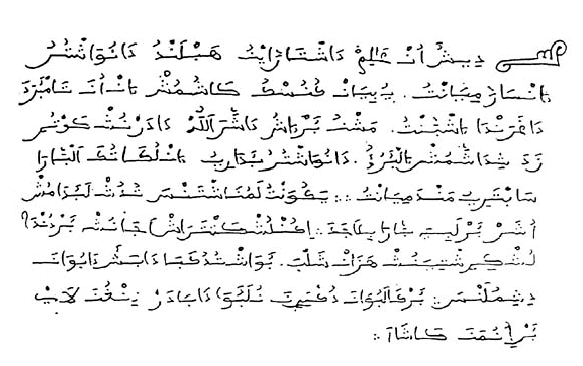
Fatwā in morisco aljamiado che incita alla conservazione della fede musulmana nonostante le pressioni subite e raccomanda di praticare la taqiyya ("dissimulazione")

Un manoscritto in aljamiado è il pretesto letterario per il romanzo Don Chisciotte di Cervantes.